# Jesenik (priimek)
Jesenik je priimek v Sloveniji, ki ga je po podatkih Statističnega urada Republike Slovenije na dan 1. januarja 2010 uporabljalo 81 oseb.

## Znani nosilci priimka
- Danilo Jesenik Jelenc, Karitas
- Marko Jesenik, prof. FERI UM
- Sandi Jesenik, dramaturg, dramatik, producent ...
- Viktor Jesenik (1921 - 2000), prevajalec, slovaropisec
- Zmago Jesenik, glasbenik